# Giacomo Tomassi-Caetani
Giacomo Tomassi-Caetani O.F.M. (nascido na Itália — falecido em Roma, Itália, 1º de janeiro de 1300) foi um administrador apostólico e cardeal italiano da Igreja Católica.

## Biografia
Giacomo nasceu em uma dessas três comunas italianas: Anagni, Alatri ou Guarcino. Seu pai era Gualcano Tomassi e seu tio por parte de mãe era o Papa Bonifácio VIII. Era primo do também cardeal Francesco Caetani e parente do cardeal Alibrando Caetani.
Ingressou na Ordem dos Frades Menores onde foi ordenado sacerdote.
Em 1283, foi nomeado administrador apostólico da Diocese de Alatri, função que ocupou até 1290 quando renunciou e foi para Roma a pedido do Papa Nicolau IV. Em Roma, foi consagrado bispo.
No consistório de 17 de dezembro de 1295, foi criado cardeal-presbítero de São Clemente pelo Papa Bonifácio VIII. Giacomo restaurou e adornou a basílica de seu título cardinalício.
Giacomo Tomasi-Caetani morreu em 1º de janeiro de 1300 em Roma, na Itália.